# Khazret Sultan
El Khazret Sultan (uzbek: Hazrati Sulton choʻqqisi) és una muntanya de la serralada Gissar, a la frontera entre l'Uzbekistan i el Tadjikistan, a la província uzbeka del Surjandarin. Amb 4.643 metres sobre el nivell del mar és el punt més elevat de l'Uzbekistan. Anteriorment havia estat conegut com a Pic del 22è Congrés del Partit Comunista.